# Ізео
Ізео (італ. Iseo, п'єм. Iseo) — муніципалітет в Італії, у регіоні Ломбардія, провінція Брешія,  знаходиться на узбережжі озера Ізео.
Ізео розташоване на відстані близько 470 км на північний захід від Рима, 70 км на схід від Мілана, 21 км на північний захід від Брешії.
Населення — 9202 особи (2014).

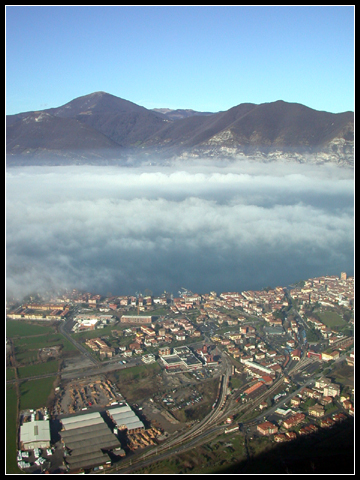

Щорічний фестиваль відбувається 26 вересня. Покровитель — San Vigilio.

## Демографія
Населення за роками:

Станом на 1 січня 2023 року в муніципалітеті офіційно проживало 719 іноземців з 58 країн, серед них 176 громадян країн Євросоюзу та 60 громадян України.

## Сусідні муніципалітети
- Адро
- Корте-Франка
- Монте-Ізола
- Монтічеллі-Брузаті
- Паратіко
- Полавено
- Предоре
- Провальйо-д'Ізео
- Сарніко
- Сульцано
- Тавернола-Бергамаска

## Міста-побратими
- Тамсвег, Австрія